# Mictlán

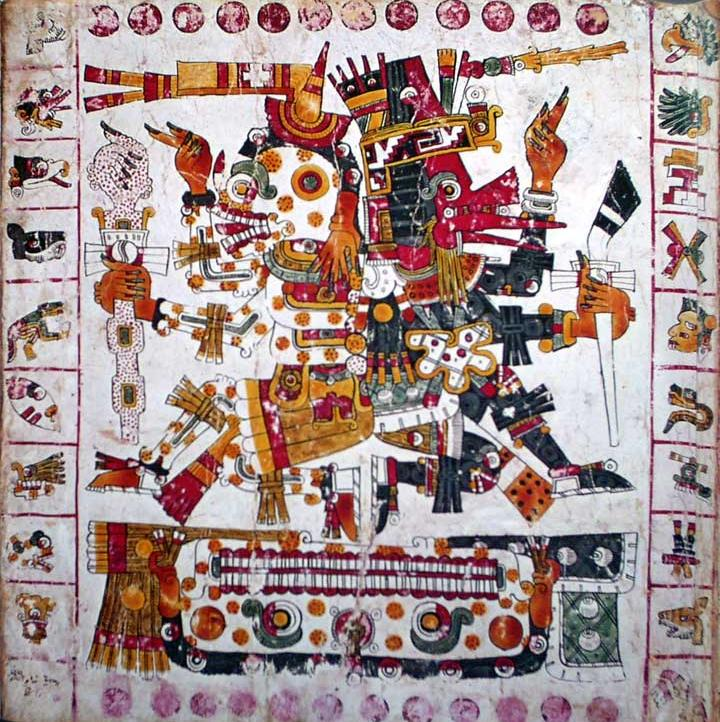
Mictlantecuhtli y Quetzalcoatl en el Códice Borgia.

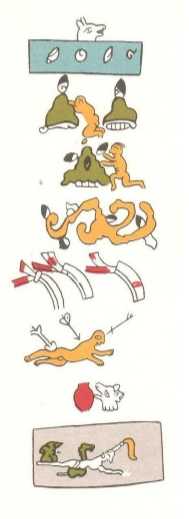
Los niveles del Mictlán, Códice Vaticano A

Mictlán (del náhuatl: Mictlān o Miktlan ‘lugar de los muertos’‘mikki, muerto; -tlan, lugar de’) o Mictlah es el inframundo en la mitología mexica y la mitología nahua de la Huasteca. Su creación se debe a los cuatro Tezcatlipocas (Xipe Tótec, Tezcatlipoca, Quetzalcóatl y Huitzilopochtli). También es conocido por los nombres Tlaltzintlan y Yohualcalco. Este, se trata de un conjunto de creencias nahuas referidas al espacio y al tiempo, estructurando un mundo en parcelas o regiones determinadas por unas fuerzas vivas.

## Nombre
El término Mictlān proviene de la palabra micqui (muerto) y el sufijo locativo -tlān. Para los mexicas, también era conocido como Chiucnāuhmictlān, que proviene del mismo término Mictlān y el número chiucnāhui (nueve), en referencia a las nueve regiones que lo conforman. Para los nahuas de la Huasteca, también es conocido como Tlaltsintlan (debajo de la tierra) y Yowalkalko (en la casa de la noche).

## Visión del mundo
Al Mictlán sólo iban aquellos que morían de muerte natural, fueran señores o macehuales, sin distinción de rango ni riquezas, o de enfermedades que no tenían un carácter sagrado. Para los mexicas, el muerto debería de atravesar nueve regiones, de las cuales se descenderían simbólicamente como lo hace el dios Tonatiuh todas las noches dentro de las fauces del señor y señora de la tierra, Tlaltecuhtli y Tlalcíhuatl.

Las regiones del inframundo formaban la travesía dentro del submundo con obstáculos específicos que expresan niveles de putrefacción y tormentos tanatomórficos que padecen los muertos en su regresión orgánica después de 4 años, y ya cuando los muertos alcanzaban lograr atravesar los infiernos, si es que lo lograban, estos podrían liberar su alma, su tonalli, logrando así el descanso anhelado ante la presencia de Mictlantecuhtli y Mictecacíhuatl, el señor y la señora de la muerte, los regidores del inframundo.

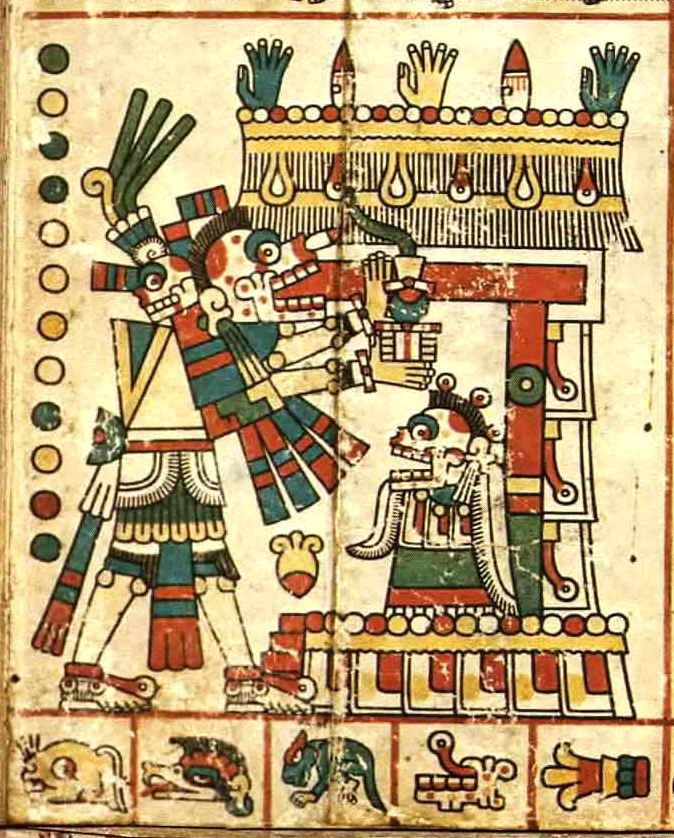
Mictlantecuhtli en el Códice Fejérváry-Mayer.

Para los nahuas de la Huasteca, el inframundo no está compuesto por nueve regiones, sino por cinco capas, las cuales cumplen con funciones diferentes a las de los mexicas. La función de las primeras dos capas es sostener el Tlaltepactli, siendo la segunda donde se encuentra el monstruo Cipactli. En la última capa es donde habitan Miquiztli y Tlahuelíloc. Además de estas cinco regiones, debajo del inframundo hay un ultramundo llamado Tzopilotlacualco, aunque ambos mundos no están conectados, pues se cree que existe un vacío entre estos.

## Regiones

### En la mitología mexica
A través de nueve niveles, deambulan una gran multitud de deidades entre las regiones del Mictlán mexica. Entre estas se encuentran Miquíztetl (la muerte), Miccapetlacalli (la tumba), Nextepehuah (las cenizas), Nexoxcho (el miedo), Xoaltentli (el sueño), Necoc Yaotl (la discordia), Tlaltecuhtli (el desierto), etc. Los señores del inframundo, Mictlantecuhtli y Mictecacíhuatl, habitan el último nivel. 
| Los nueve niveles del Mictlán mexica |                                                        |                                              | |
| Nombre                               | Nombre                                                 | Nombre                                       | Morador |
| 1                                    | - Itzcuintlan - Apanohuayan - Chiucnahuapan            | "lugar donde están los perros"               | Región donde existían los xoloitzcuintle, los perros consagrados de Xólotl, quien en el pasado fuese el custodio del dios Tonatiuh durante las horas diurnas como el dios del ocaso, pero por haber atentado contra Tonatiuh durante su recorrido a través de la bóveda celeste, fue enviado al Mictlán por los Dioses Creadores para conciliar a los perros domésticos con los muertos. En este paraje los muertos tendrían que cruzar el ancho río Apanohuacalhuia, donde habitaba Xochitónal, una iguana gigante, y cuyas orillas vagaban los muertos que no habían sido dignos porque en vida habían maltratado a algún perro, ya que, para atravesarlo, se requeriría de la ayuda de un perro xoloitzcuintle, de los cuales tenían la tarea de descubrir si el difunto era digno o no, de lo contrario, el difunto quedaba varado sin poder seguir con su trayectoria al descanso anhelado. El río Apanohuacalhuia delimitaba la frontera entre los vivos y los muertos, en continuidad con los xoloitzcuintle, que eran afluentes, donde los muertos debían cruzarlo para seguir con su descenso, y aquellos que no podían cruzarlo, eran obligados a vagar, como sombras, alrededor de sus orillas cuyo aire frío hacía de oídos sordos a las quejas de los muertos que sufrían constantemente por el remordimiento de haber lastimado a un perro en vida, por esta causa, los naturales solían tener y criar perros para tal menester, tratarles con cariño para ser reconocidos como dignos, y al que le ponían en el cuello un hilo flojo de algodón, se dice que el xoloitzcuintle debía ser de color marrón, pues según los Mexicas los xoloitzcuintles negros consideraban que ya estaban muy bañados en el río y uno y los muy blanco no se querrían ensuciar. Es la residencia de Xólotl, dios del ocaso, señor de Venus vespertino. |
| 2                                    | - Tepetl Monamicyan                                    | "lugar en que se juntan las montañas"        | Región donde existían dos enormes cerros que se abrían y se cerraban chocándose de entre sí, de manera continua, donde después de haber cruzado el río Apanohuacalhuia, el muerto tenía que buscar el momento propicio para cruzar estos cerros sin ser triturado. Es la residencia de Tepeyóllotl, dios de las montañas y los ecos, señor de los jaguares. |
| 3                                    | - Itztepetl                                            | "montaña de obsidiana"                       | Región donde se encontraba una montaña con un sendero de pedernales obsidiana que desgarraban a los muertos cuando tenían que atravesarlo para cumplir su trayectoria. Es la residencia de Itztlacoliuhqui, dios de la obsidiana, señor del castigo, quien en el pasado fuese el custodio del dios Sol durante las horas matutinas como el dios de la aurora, Tlahuizcalpantecuhtli, quien cegado por los celos se atreviera a atacar al dios Tonatiuh, recibiendo un contraataque que lo dejó ciego permanentemente debido a una flecha que se atravesó en la cabeza, siendo además castigado por su falta al tercer estrado del Mictlán por los Dioses Creadores, teniendo la tarea de henchir con filosos pedernales el cerro. A continuación, se encontraba un extenso complejo llamado Itzehecayan, dividido en dos regiones con fuertes vientos, indispensables para que los muertos arrojasen todas sus pertenencias como ropa, alhajas, armas y despojos personales, vientos tan fuertes que levantaban piedras y cortaban a los cadáveres de los muertos con múltiples puntas de pedernal al recorrerlo, este complejo estaba dividido en dos regiones diferentes llamados Cehueloyan y Pancuecuetlacaloyan. Es la residencia de Itztlacoliuhqui, dios de la obsidiana, señor del castigo. |
| 4                                    | - Itzehecayan - Cehueloyan                             | "lugar de los vientos de obsidiana"          | Es la primera región del extenso complejo Itzehecayan, una extensa área congelada con ocho collados de piedras abruptas de aristas cortantes donde siempre caía nieve, es la residencia Mictecayotl o Mictlampaehecatl, dios del viento frío del norte, que traía el invierno desde el Mictlán hasta la tierra, era muy fuerte y de violento carácter. Sus hermanos eran Huitztecayotl o Huitztlampaehecatl, viento del Sur, Cihuatecayotl o Cihuatlampaehecatl, viento del Oeste/Occidente y Tlalocayotl o Tlahuiztlampaehecatl, viento del Este/Oriente. Es la residencia de Mictlampaehecatl, dios del viento del norte. |
| 5                                    | - Pancuetlacaloyan                                     | "lugar donde se tiembla como bandera"        | Es la segunda región del extenso complejo Itzehecayan, al pie del último collado del Cehueloyan, ahí comenzaba una extensa área desértica de difícil movimiento con ocho páramos donde no existía la gravedad, y los muertos estaban a merced de los vientos, que próximos a salir, éstos los regresaban o los llevaban de un lado a otro como banderas, hasta que finalmente lograban salir del sendero. Es la residencia de Mictlampaehecatl, dios del viento del norte. |
| 6                                    | - Temiminaloyan                                        | "lugar donde se flechan saetas a la gente"   | Región donde existía un extenso sendero en cuyos lados manos invisibles enviaban puntiagudas saetas para acribillar a los cadáveres de los muertos mientras lo atravesaban, las saetas perdidas durante batallas que el muerto debía evitar para no ser flechado e irse desangrando. |
| 7                                    | - Teyollocualoyan                                      | "lugar donde se come el corazón de la gente" | Región donde habitaban fieras salvajes que abrían los pechos de los muertos para comerles el corazón, por lo que, al salir del sendero, el muerto se encontraría con un jaguar que le comería el corazón. Residencia de Tepeyóllotl, dios de las montañas y los ecos, señor de los jaguares |
| 8                                    | - Apanohualoyan - Itzmictlan-Apochcalocan - Apanhuiayo | "lugar donde se tiene que cruzar agua"       | Región donde se encontraba la desembocadura del río Apanohuacalhuia, una masa acuática de aguas negras donde el muerto ya sin corazón se debatía por largo rato en las aguas negras para salir, pero, ahí no acabarían sus penas, pues el difunto tendría que atravesar un extenso valle lleno de nueve hondos ríos, los nueve ríos adyacentes del ancho río Apanohuacalhuia, los ríos Chiucnahuapan, de los nueve estados de la conciencia. |
| 9                                    | - Chiucnauhmictlan                                     | "lugar de las nueve regiones de los muertos" | Finalmente se alcanzaba el final del trayecto en una zona de niebla donde los muertos ya no podían ver a su alrededor. Su estado de cansancio exangüe provocaría la reflexión de las decisiones y movimientos de la historia del muerto, y se conectaría con todo lo que le sucedió en vida, con todo lo que le rodeaba. El muerto se volvía uno con todo. Así, dejaban de padecer y entraba en el Mictlán, la residencia de Mictlantecuhtli y Mictecacíhuatl. |

Una vez que el muerto lograba entrar en el Mictlán, Mictlantecuhtli decía "Has terminado tus penas, vete, pues, a dormir tu sueño mortal", con esta frase tanto el dios de este lugar como su esposa concedían el verdadero descanso.

### En la mitología nahua huasteca
Entre las cinco capas que conforman el Mictlán huasteco habitan diferentes seres y deidades. Entre estas se encuentran los tlaquetzalmeh (horcones), el monstruo Cipactli, los tlalhuitzocmeh (gusanos), las tzitzimimeh, etc. Además, es la morada de las deidades Miquiztli y Tlahuelíloc. Por lo general, se considera que el Mictlán es un lugar frío y oscuro que contiene desechos malignos arrojados desde el Tlaltepactli.
| Las cinco capas del Mictlán huasteco |                   |                               | |
| Nombre                               | Nombre            | Nombre                        | Morador |
| 1                                    | - Tlaquetzallah   | "lugar de los horcones"       | Es la capa donde moran unas cuatro entidades llamadas tlaquetzalmeh (horcones) o tlalmamanih (cargadores de la tierra), cuyo trabajo es sostener el plano terrestre y se encuentran parados sobre el lomo de Cipactli. El Tlaquetzallah, ahora convertido en inframundo, fue el suelo de la cuarta humanidad. |
| 2                                    | - Cipactlah       | "lugar del monstruo Cipactli" | En el Cipactlah es donde habitan el ayotl (la tortuga) y Cipactli (el monstruo de la tierra), cuya función es servir de soporte para los horcones del Tlaquetzallah. Es en un barranco de esta capa donde fue enterrada Tenantzitzímitl, madre de Tlacatecólotl y Ehécatl.                                    |
| 3                                    | - Tlalhuitzoctlah | "lugar de los gusanos"        | En el Tlalhuitzoctlah viven unos horribles gusanos llamados tlalhuitzocmeh. |
| 4                                    | - Tzitzimitlah    | "lugar de las tzitzimimeh"    | Este es el lugar donde habitan los fantasmas, las entidades que causan sustos y, en general, las tzitzimimeh. |
| 5                                    | - Miccapantli     | "capa de los muertos"         | La capa más baja del Mictlan, es la casa de los dioses Miquiztli (el señor de los muertos) y Tlacatecólotl Tlahuelíloc (el hombre búho enfurecido). |

Bajo el Mictlán se encuentra un ultramundo llamado Tzopilotlacualco, un lugar donde las partículas de los suelos de las anteriores humanidades quedaron fuera de la esfera cósmica y se compactaron en un pequeño espacio. La luna, en su recorrido alrededor de la tierra, se queda a descansar cada medianoche en el ultramundo durante 20 días.